# Шефская помощь (Южный Парк)
Это статья об эпизоде South Park. Об альбоме, основанном на эпизоде, см. Chef Aid: The South Park Album.
«Шефская помощь» (англ. Chef Aid) — эпизод 214 (№ 23) сериала «Южный Парк», премьера которого состоялась 7 октября 1998 года.

## Сюжет
Бродя по школе, Картман напевает «Вонючие штаны, у тебя вонючие штаны» (англ. Stinky Britches, в переводе Ren-TV — «Вонючие твари»); когда мистер Гаррисон спрашивает, что это, тот отвечает, что это новый хит Аланис Мориссетт. Когда песенку слышит Шеф, он очень удивляется и поясняет, что на самом деле эта песня написана им очень давно, когда он «крутился» в рок-бизнесе. Вместе с Картманом, Стэном, Кайлом и Кенни, Шеф приходит в звукозаписывающую компанию Capitalist Records и просит внести своё имя в список авторов нового хита; однако те в ответ заявляют, что между песнями нет никакого сходства и они сами засудят его за домогательство.
Мистер Гаррисон дома зовёт мистера Прутика, но тот ему «не отвечает»; он идёт на кухню, и с ужасом замечает, что мистер Прутик лежит в кипящей кастрюле. Мистер Гаррисон везёт веточку в больницу, но доктора отказываются лечить мистера Прутика.
В суде на стороне Шефа выступает Джеральд Брофловски, который надеется на успех. Однако звукозаписывающая компания нанимает Джонни Кокрена, который сражает присяжных тем же приёмом, каким он оправдал О Джей Симпсона — «защитой Чубакки», который заключается в том, что Кокрен приравнивает осмысленность существования Чубакки на Эндоре к оправдательному приговору. В итоге Шеф приговаривается к огромному штрафу, который должен быть выплачен в течение 24 часов, иначе Шеф будет арестован и посажен в тюрьму на 4 года.
Шеф сидит дома в то время, когда его вещи изымаются, и листает фотоальбом с памятными фотографиями. Дети приходят его утешить с помощью исполнения Эриком «Немецкого танца», а потом замечают в альбоме его фото со всевозможными знаменитостями. Им приходит в голову мысль походить к рок-звёздам в гости и продавать им конфеты, чтобы они из уважения к Шефу помогли им набрать нужную сумму. Шеф же решает набрать нужную сумму, продавая себя всем по очереди женщинам в городе. При этом он уточняет, что хочет собрать денег не чтобы уплатить штраф, а чтобы самому нанять Джонни Кокрена и засудить звукозаписывающую компанию в ответ.
Дети посещают Элтона Джона и других знаменитых музыкантов; услышав имя Шефа, они вспоминают, как он помог им добиться успеха, и покупают конфеты. Стэн также просит Джона написать песню на его слова, посвящённую Венди. Шеф по очереди спит со всеми женщинами в городе (в том числе с Шейлой с разрешения её мужа), но не успевает за отведенные 24 часа; деньги, собранные мальчиками, также не помогают. Шефа сажают в тюрьму.
Тем временем мистер Гаррисон общается со своей новой куклой, мистером Прутиком. Затем он заглядывает под одеяло, где лежит веточка, и видит, что она сломана. В результате поисков того, кто это сделал, он обнаруживает в шкафу мистера Шляпу. Мистер Гаррисон, замотанный в одно полотенце, устраивает разборки с мистером Шляпой посреди дороги; вокруг него собираются люди, доктор Доктор говорит, что извращения Гаррисона всем надоели, и Барбреди прячет его за решётку (в одну камеру с Шефом).
Детям приходит в голову новая идея — они обустраивают небольшую сцену, называют концерт «Шефская помощь» (англ. Chef Aid) и предлагают Картману исполнить там «Немецкий танец». Однако посетители не задерживаются. Неожиданно к сцене подъезжает Элтон Джон. Он объясняет детям, что решил помочь Шефу и привёл своих друзей; подъезжает ещё множество машин с рок-звёздами, и начинается полномасштабная «Шефская помощь». К сцене подтягиваются зрители, и постепенно на фестиваль собираются почти все жители Саут-Парка.
Тем временем Шеф и мистер Гаррисон сидят в одной камере. Мистер Гаррисон начинает объяснять ситуацию про мистера Прутика и мистера Шляпу, и Шеф срывается — он пытается объяснить Гаррисону, что все эти «живые» куклы являются только порождением его болезненного сознания. Неожиданно к тюрьме подъезжает джип и врезается в стену камеры, освобождая обоих заключённых. Шеф и Гаррисон подходят к ней и видят за рулём мистера Шляпу; Шеф в шоке.
Они приезжают на Шефскую помощь. Все зрители дружно приветствуют Шефа, а на сцене собирается выступать Элтон Джон; ребята собрали кучу денег. В толпе у мистера Гаррисона происходит разговор с двумя куклами; он говорит мистеру Прутику о том, как он ему дорог, на что тот советует ему прислушаться к своему сердцу. Мистер Гаррисон признаётся, что любит мистера Шляпу; мистер Прутик желает им удачи, и мистер Гаррисон остаётся со своей обычной и любимой куклой.
На сцене Элтон Джон поёт песенку про Венди, которая очень польщена. Руководитель Capitalist Records совершает попытку сорвать концерт — он подпиливает одну из поддерживающих сцену балок. Концерт прерывается. Однако сердце Джонни Кокрена, стоящего на концерте в первом ряду, внезапно «выросло втрое», он начинает сочувствовать Шефу и соглашается представлять его интересы в суде бесплатно.
Происходит повторный суд. Кокрен ещё раз с блеском применяет защиту Чубакки, и в результате Шефу удаётся победить. Теперь его имя оказывается в списке авторов «Вонючих штанов».

## Смерть Кенни
Во время концерта голову Кенни откусывает Оззи Осборн (отсылка к знаменитой истории с откушенной головой летучей мыши). Стэн реагирует: «О боже мой! Оззи Осборн откусил голову Кенни!», Кайл добавляет: «Сволочь!»
Позже, однако, Кенни можно заметить рядом со Стэном (в тот момент, когда Элтон Джон поёт песню для Венди).

## Появление музыкантов
В самом эпизоде появляются следующие музыканты (они указаны в качестве гостей в титрах серии):
- Рик Джеймс
- Элтон Джон
- Оззи Осборн
- DMX
- Meat Loaf
- Primus
- Rancid
- Clash
- Ol' Dirty Bastard
- The Crystal Method
- Ween

На протяжении всего эпизода пародируется целый ряд характерных для этих музыкантов деталей:
- Одним из советов, данных Элтону Джону Шефом, является «купи себе модных очков или типа того». Экстравагантные очки являются, возможно, самой известной деталью имиджа Элтона Джона. Кроме того, Шеф знакомит Джона с поэтом Берни Топином.
- Шеф советует Мит Лоуфу взять этот псевдоним (в переводе — «мясной рулет») вместо другого, Кус-кус (это — также название блюда).
- Экстравагантная группа Primus выступает на сцене «Шефской помощи» в костюмах уток. На официальном сайте сериала на вопрос, почему они изображены так, последовал ответ: «Потому что они Primus»[1].
- Оззи Осборн говорит, что Шеф советовал ему брать ноты повыше, что ему послышалось как «откуси голову летучей мыши»; здесь имеется в виду известный скандальный инцидент на его концерте, принесший Оззи дополнительную популярность. Этот момент пародируется ещё раз в сцене, когда Осборн откусывает голову Кенни.

Вскоре после выхода эпизода был выпущен диск Chef Aid: The South Park Album. На альбом вошла 21 песня — все прозвучавшие (фрагментарно) в эпизоде, а также записанные специально для диска. Среди приглашённых участников «Chef Aid: The South Park Album» — многие крайне известные и значительные рок- и поп-музыканты. Любопытно, что одновременно с выпуском альбома на Comedy Central демонстрировался ролик «Chef — Behind The Menu», в котором все эти музыканты, в том числе Осборн, Элтон Джон и Страммер, а также продюсер Рори Шастер, повар Эмирил Лагесс и сам Айзек Хейз давали интервью вживую, говоря о влиянии, которое Шеф оказал на них и на весь музыкальный мир.

### Фотоальбом Шефа
В фотоальбоме Шефа, который он показывает детям, можно заметить его фото с Дженис Джоплин, The Beatles, тем же Элтоном Джоном и Sex Pistols.

### Другие появления этих музыкантов
- Элтон Джон ранее появлялся в эпизоде «Слон занимается любовью со свиньёй»; однако, тогда как здесь он озвучил сам себя, там он был озвучен Треем Паркером. Кроме того, он упоминается в эпизоде «Проблема с гландами», где должен приехать на благотворительный вечер в поддержку больного СПИДом Картмана, но вместо этого уезжает поддерживать больных раком.
- Primus написали заглавную песню для сериала, которая также вошла на диск Chef Aid. Их песня «John the Fisherman» звучит в эпизоде «Guitar Queer-o»
- В 2000 году Паркер и Стоун срежиссировали клип «Even If You Don’t» для Ween. (Они являются одной из любимых групп Мэтта Стоуна[2].)
- Оззи Осборн мелькнул среди прочих музыкантов в эпизоде «Тяжёлый христианский рок», где он выглядит так же, но ничего не говорит.
- Свою песню из эпизода «Brad Logan» Rancid выпустили синглом; на его обложке они изображены играющими в игру «Пни малыша» с Айком.

## Пародии
- Клип на версию «Вонючих штанов» Аланис Мориссетт пародирует её видео на песню «Ironic».
- Эпизод с увеличившимся сердцем Джонни Кокрена — пародия на эпизод из знаменитой детской сказки How the Grinch Stole Christmas!.
- В эпизоде содержится сатира на озабоченность музыкальных исполнителей авторскими правами — когда Стэн просит Элтона Джона написать песню, посвященную Венди, тот соглашается, но требует сохранить его авторские права на песню по всему миру, включая азиатские территории, с 20 % комиссионных от всех продаж и полными правами на все публикации.
- Эпизод с мистером Прутиком в кастрюле — пародия на сцену убийства кролика в фильме «Роковое влечение», когда главный герой обнаружил его тушку, варящейся в кастрюле.
- Сцена смерти Кенни - пародия на то, как Оззи Озборн откусил голову летучей мыши.

## Факты
- В переводе телеканала Ren-TV название песни было переведено как «Вонючие твари», что возможно является ошибкой, из-за созвучия английских слов «britches» («штаны») и «bitches» («суки»).
- В этом эпизоде появляются инопланетяне. Когда Шейла расплачивается с Шефом, на купюре видно изображение маленького инопланетянина; в дальнейшем все деньги в эпизоде — с изображением пришельцев.
- Песня «Вонючие штаны» позже звучит в эпизоде «Доисторический ледяной человек»; там её исполняет пародия на Мэрилина Мэнсона в костюме Mechanical Animals.
- Канадка Аланис Мориссетт изображена не как канадский, а как обычный американский персонаж сериала. Её роль озвучивает Тодди Уолтерс.
- Дома у Шефа можно увидеть постер озвучивающего его Айзека Хейза.
- Название геля для волос, которым многократно пользуется продюсер, — «SPOOGE». Это сленговое обозначение эякуляции.
- Над постелью мистера Прутика висит изображение Леонардо Ди Каприо.
- Когда Шеф и мистер Гаррисон сидят в тюрьме, на мистере Гаррисоне не надето ничего, кроме полотенца, однако, когда они уезжают на Шефскую помощь, тот одет в свою обычную одежду. Когда происходит разговор между Гаррисоном, мистером Шляпой и мистером Прутиком, он снова в одном полотенце.
- Судья на процессе у Шефа носит фамилию Moses (намёк на Моисея) при их внешнем сходстве. Адвокатом на этом процессе выступает отец Кайла — еврей.
- Сцена с Картманом, танцующим «немецкий танец», позже была использована в одном из трейлеров фильма «Саут-Парк: большой, длинный и необрезанный».
- Номер дома мистера Гаррисона — 16405.
- Интересно что когда Мистер Гаррисон бросает Мистера Шляпу на дорогу то под Мистером Шляпой появляется пятно крови, в этой же серии он водит машину; в конце серии «Лето — отстой» в бане Мистер Шляпа шевелил глазами.
- В этом эпизоде Стэн и Кайл, после смерти Кенни, изменяют свою привычную фразу на: «-О, боже мой! Оззи Озборн откусил голову Кенни! -Сволочь!»

## Значимость эпизода
Одна из сцен из эпизода, когда на судебном процессе Шефа и звукозаписывающей компании адвокат компании Джонни Кокран использует особый приём — «Защиту Чубакки» стала идиомным выражением. К примеру, его использовал в статье об исследованиях ДНК криминалист Томас О’Коннор. Политический аналитик Эллис Уинер написал статью, в которой сравнивал критику Динешем Д’Сузой избрания спикером Палаты представителей США Нэнси Пелози с защитой Чубакки; в статье он охарактеризовал «защиту Чубакки» как «кто-то доказывает свою точку зрения с помощью утверждений настолько абсурдных, что сознание слушателя отключается».
Информационное агентство Ассошиэйтед Пресс назвало «Защиту Чубакки» одной из причин, благодаря которым Кокран стал заметной фигурой в поп-культуре.
Кроме того, юрист Эрин Кеннеалли написал статью, в которой сделал попытку показать возможность опровержения «защиты Чубакки» с научной точки зрения. Эти исследования были представлены Кеннеалли вместе с его коллегой, Анджали Свинтон, на съезде Американской академии юридических наук в 2005 году.